# Mutatá
Mutatá là một khu tự quản thuộc tỉnh Antioquia, Colombia. Thủ phủ của khu tự quản Mutatá đóng tại Mutatá Khu tự quản Mutatá có diện tích 1106 ki lô mét vuông. Đến thời điểm ngày 28 tháng 5 năm 2005, khu tự quản Mutatá có dân số 10542 người.